# Абдулаев, Магомед Сулейманович
Магомед Сулейманович Абдулаев  (11 марта 1967, Мекеги, Левашинский район, Дагестанская АССР, РСФСР, СССР) — российский политик. С 2015 по 2020 год глава муниципального образования городской округ «город Каспийск». Президент РСОО «Федерация тенниса Дагестана».

## Биография
В 1984 году окончил Мекегинскую среднюю школу. С 1985 по 1987 годы служил в рядах Советской Армии. Начал трудовую деятельность рабочим в совхоза им. Богатырёва в родном селе, где проработал до 1989 года. С 1990 по 1995 годы работал директором представительства фирмы «Вариант» в Ставрополе. С  1995 по 1996 годы работал заместителем директора по промышленности совхоза «Каранайаульский» Каякентского района Дагестана. С 2000 года работал генеральным директором ЗАО ВКЗ «Избербашский». С 2008 года и по настоящее время является Председателем Совета директоров ЗАО ВКЗ «Избербашский». С 2010 года - депутат городского собрания 5-го созыва МО ГО «город Каспийск». В 2014 году был избран Главой муниципального образования городского округа «город Каспийск». 19 августа 2015 года назначен главой администрации Каспийска, сменив на этой должности своего тестя Джамалудина Омарова. 27 ноября 2020 года связи с окончанием срока полномочий Абдулаев покинул пост главы города и в новом конкурсе на должность главы участия не принимал.

## Образование
В 2006 году окончил Дагестанский государственный университет с присуждением квалификации «Экономист» по специальности «Финансы и кредит».

## Личная жизнь
По национальности — даргинец. Женат, воспитывает пятерых детей.

## Награды и звания
- Заслуженный работник промышленности Республики Дагестан (2004);
- Почетная грамота «За большой вклад в реализацию государственных программ в области семьи, материнства и детства, за милосердие, гуманизм и сердечность»;
- Диплом фестиваля Российских вин (2007);
- Диплом «За вклад в развитие пищепрома России» на 14 международной выставке «Продэкспо-2007»»;
- Орден «За заслуги перед Республикой Дагестан»;
- Благодарственное письмо от Заместителя Председателя Государственной Думы Федерального Собрания Российской Федерации;
- Юбилейная медаль «70 лет Победы в Великой Отечественной войне 1941—1945 гг.»